# 布里斯托建築

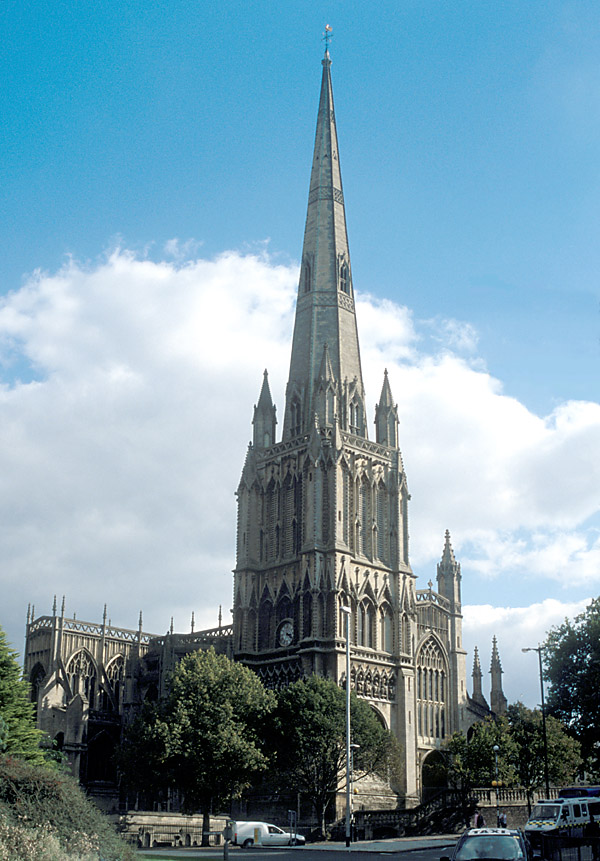
圣玛丽红崖教堂自西北方望去

布里斯托是西南英格蘭最大的城市，建築風格走折衷主義，融入了自中世紀至二十世紀的粗獷主義、以及往後各種建築風貌。十九世紀中期，它發展出了獨特的布里斯托拜占庭建築，現今仍留存於城市內。

## 延伸閱讀
- Buchanon, R.A.; Neil Cossons. . David & Charles PLC. 1969. ISBN 0715343947.
- Ison, Walter. . AvonAnglia. 1978. ISBN 0901571881.
- Leech, Roger. . Bristol Record Society. 2000, 51: 396–422.
- Priest, Gordon. . Redcliffe Press Ltd. 2003. ISBN 1900178540.

51°27′N 2°35′W / 51.450°N 2.583°W